# Thaersche Villa

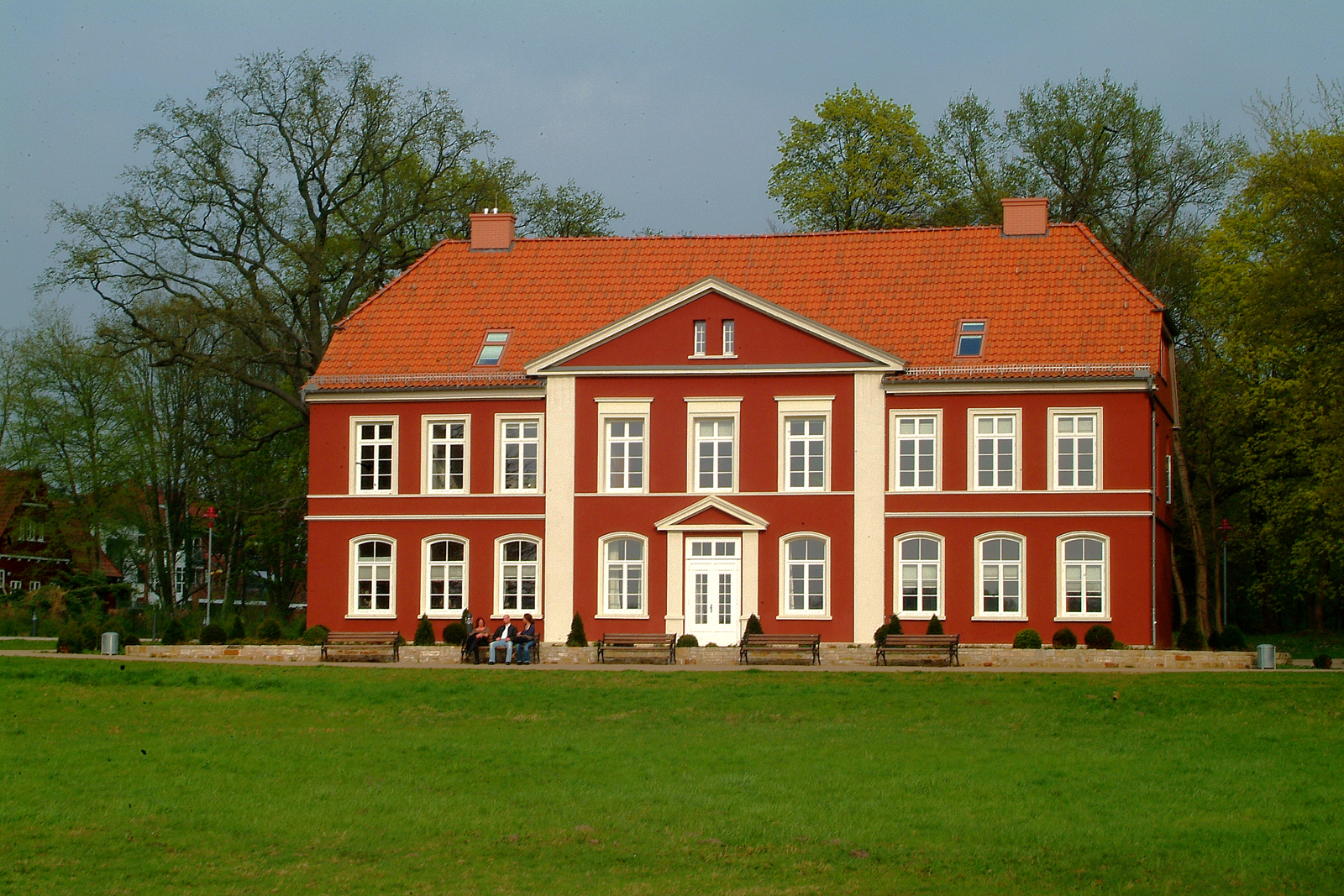
Die Thaersche Villa, gesehen von der Dammaschwiese

Die 1793 für den Agrarwissenschaftler Albrecht Daniel Thaer errichtete Thaersche Villa ist ein denkmalgeschütztes Fachwerkhaus in Celle. Das Gebäude nördlich der Aller steht auf dem Grundstück von „Thaers Garten“ am Ostende der Dammaschwiese. In der Zeit des Nationalsozialismus war das Gebäude SS-Schulungsstätte. Seit 2010 dient der Ort als Sitz der Stiftung niedersächsische Gedenkstätten, deren Aufgabe es ist, „der Opfer des Nationalsozialismus würdig zu gedenken“.

## Geschichte
Bis Januar 2010 wurde das Gebäude durch die Stadt Celle als Bauherr vollständig saniert und für  Seminar- und Büronutzung umgebaut.